# حمیدرضا ره‌انجام
حمیدرضا ره‌انجام (زاده ۱۰ اردیبهشت ۱۳۷۳ در بهشهر) بازیکن فوتسال اهل ایران است که در تیم گهر زمین سیرجان بازی می‌کند. ره‌انجام سابقه زدن زیباترین گل در لیگ برتر فوتسال ایران را دارد و از سال ۱۳۹۵ به عضویت تیم ملی فوتسال ایران درآمده است.
وی در بیست‌ویکمین دوره لیگ برتر فوتسال ایران موفق شد بهترین گل فصل را به‌ثمر برساند. ره‌انجام همچنین در شانزدهمین دوره لیگ برتر فوتسال ایران که در سال ۱۳۹۳ به انجام رسید، به عنوان بهترین بازیکن جوان فصل انتخاب شد.

## لژیونر شدن
ره‌انجام برای اولین‌بار در دوره حضورش در تیم شهروند ساری با پیشنهادی برای حضور در لیگ عراق مواجه شد که او این پیشنهاد را پذیرفت و به تیم نفت الوسط عراق پیوست. حمیدرضا ره‌انجام همچنین سابقه بازی در تیم بایترک قزاقستان را هم در کارنامه خود دارد و بعد از یک فصل حضور در لیگ این کشور او با امضای قراردادی به تیم کراپ الوند البرز پیوست.

## افتخارات
- بهترین بازیکن جوان در شانزدهمین دوره لیگ برتر فوتسال ایران
- زننده بهترین گل فصل در بیست‌ویکمین دوره لیگ برتر فوتسال ایران
- بهترین گلزن لیگ برتر فوتسال قزاقستان در سال ۲۰۲۱